# Keräskero
Keräskero är en bergstopp i Finland.   Den ligger i den ekonomiska regionen  Fjäll-Lappland  och landskapet Lappland, i den norra delen av landet, 900 km norr om huvudstaden Helsingfors. Toppen på Keräskero är 641 meter över havet, eller 85 meter över den omgivande terrängen. Bredden vid basen är 0,97 km.
Terrängen runt Keräskero är kuperad söderut, men norrut är den platt.  Trakten runt Keräskero är nära nog obefolkad, med mindre än två invånare per kvadratkilometer. Omgivningarna runt Keräskero är i huvudsak ett öppet busklandskap.